# David Call
David Steven Call (Issaquah, 14 augustus 1982) is een Amerikaans acteur.

## Biografie
Call heeft gestudeerd aan de Tisch School of the Arts, een onderdeel van New York-universiteit in New York, en aan de Atlantic Theater Company in Manhattan (New York).

## Filmografie

### Films
Uitgezonderd korte films.
- 2023 Before the World Set on Fire - als Cole
- 2023 Insidious: The Red Door - Smash Face / Ben Burton
- 2019 Wallflower - als moordenaar
- 2019 Depraved - als Henry
- 2018 Behold My Heart - als Jake
- 2017 Wallflower - als moordenaar
- 2016 Americana - als Avery Wells
- 2016 The Breaks - als David
- 2015 The Girl in the Book - als Emmet
- 2015 James White - als Elliot
- 2014 Gabriel - als Matthew
- 2014 The Heart Machine - als Dale
- 2012 Nor'easter – als Erik Angstrom
- 2012 Dead Man's Burden – als Heck Kirkland
- 2012 Nobody Walks – als man
- 2011 Northeast – als Will
- 2011 The Best Man for the Job – als James
- 2010 Two Gates of Sleep – als Louis
- 2010 Tiny Furniture – als Keith
- 2009 Did You Hear About the Morgans? – als Doc D. Simmons
- 2009 Breaking Upwards – als David
- 2009 Once More with Feeling – als Kevin
- 2009 Empire State – als Davis Cochrane
- 2007 Evening – als Pip
- 2006 Beautiful Ohio – als Clive
- 2006 The Architect – als Kiff
- 2005 The Notorious Bettie Page – als jongen op feest

### Televisieseries
Uitgezonderd eenmalige gastrollen.
- 2015-2020 The Magicians - als Pete - 13 afl.
- 2018 The Sinner - als Andy 'Brick' Brickowski - 7 afl.
- 2018 The Good Fight - als Drew Lovatto - 2 afl.
- 2017 The Breaks - als David - 4 afl.
- 2013 Smash – als Adam – 5 afl.
- 2009-2012 Fringe – als Nick Lane – 3 afl.
- 2007-2011 Gossip Girl – als Ben Donovan – 13 afl.
- 2009-2010 Rescue Me – als Connor Gavin – 5 afl.
- 2010 Mercy – als Paul Kempton – 6 afl.
- 2008-2009 Army Wives – als korperaal Ryan McCallen – 6 afl.
- 2008 Canterbury's Law – als Martin – 3 afl.

- Bibliothèque nationale de France: cb16658062j (data)
- International Standard Name Identifier: 0000 0003 9574 2965
- Library of Congress Control Number: no2013124251
- SNAC: w6vz4t31
- Système universitaire de documentation: 163046026
- Virtual International Authority File: 290470803
- WorldCat: E39PBJjHcmkQyqwxFcHh7wRMyd